# Portia on Trial
Portia on Trial ist ein US-amerikanisches Justizdrama unter der Regie von George Nicholls Jr., in dem die Hauptrollen mit Walter Abel, Frieda Inescort, Neil Hamilton und Heather Angel besetzt sind. 
Der Film basiert auf einer Geschichte der amerikanischen Schriftstellerin Faith Baldwin.

## Handlung
Portia Merriman, eine Anwältin, hat sich besonders darauf spezialisiert, Frauen vor Gericht zu vertreten, die unterdrückt werden. Das hat mit ihrer eigenen Geschichte zu tun. Oft hat sie dabei mit ihrem Freund Dan Foster zu tun, der Bezirksstaatsanwalt ist. Als Portia erfährt, dass Earle und Richard Condon, die lange in England gelebt haben, zurück in den USA sind, ist sie beunruhigt. Bei Earle und Richard handelt es sich um Sohn und Enkel des berühmten Zeitungsmagnaten John Condon. Portia instruiert ihre Mitarbeiter Efe und Hank, ein wachsames Auge auf Richard zu haben, da sie eine bestimmte Vermutung hat. Portia weiß, dass der Zeitungsmagnat sie hasst. Als sie erfährt, dass Richard an einem rätselhaften Fieber erkrankt ist, eilt sie beunruhigt zum Hause der Condons. Portia ist Richards Mutter, was dieser allerdings nicht weiß. Der gerade anwesende Arzt versichert Portia, dass Richard sich wieder erholen und das Fieber keine bleibenden Schäden hinterlassen werde. Portia wird sogar gestattet, einen Blick auf ihren Sohn zu werfen.
In der Folgezeit bietet Portia ihrem Freund Dan an, ihre Beziehung zu beenden, da er gerade für eine Wiederwahl seines Amtes kandidiert und es daher besser für ihn wäre, nicht mit ihr zusammen gesehen zu werden, was Dan jedoch ablehnt. Bald darauf findet eine Party statt, auf der auch Earle und Richard anwesend sind. Bei dieser Gelegenheit lernt Portia Elizabeth Manners, Earles deutsche Verlobte, kennen. Richard wiederum ist von der schönen witzigen Frau beeindruckt und als Earle ihm später erzählt, dass Portia seine Mutter sei, freut er sich ehrlich. Sehr zum Leidwesen von John Condon entsteht zwischen Richard und Portia eine immer engere Bindung. John war damals der treibende Keil, der ihre Verbindung zu Earle untergrub und sie letztendlich sogar zwang, all ihre Ansprüche auf ihr Baby aufzugeben, nachdem er eine Annullierung ihrer Ehe mit Earle durchgesetzt hatte. 
Auch jetzt versucht John sich wieder massiv einzumischen und seinen Sohn zu manipulieren. Elizabeth ist überzeugt, dass es ihrem Schwiegervater wiederum gelungen ist, Earle seinen Willen aufzuzwingen, und dass er nun sie genauso abschieben will, wie damals schon Portia. In einem Anfall von Verzweiflung und Wut tötet sie den Mann, den sie eigentlich liebt. Jane Wilkins, Portias Sekretärin und beste Freundin, bringt sie dazu, Elizabeths Verteidigung zu übernehmen. Nun versucht John all seine Möglichkeiten auszuspielen, damit Portias Verteidigung fehlschlägt. Der Anwältin gelingt es jedoch, John mit einem rechtlichen Manöver zu überlisten, so dass einer Prozesseröffnung nichts mehr im Wege steht. Portia gründet ihre Verteidigung darauf, dass sie für ihre Mandantin argumentiert, dass erst John diese Handlung bei Elizabeth ausgelöst habe, da er sie über die Jahre immer wieder an den Rand des Wahnsinns getrieben habe. Die Anwältin bringt auch zur Sprache, dass John schon in ihre eigene Beziehung mit seinem Sohn Earle massiv eingegriffen habe und sie seinerzeit fast dazu getrieben habe, sich umzubringen, was in seiner Absicht lag. 
Als John erkennen muss, dass es keinen Sinn mehr hat, gibt er endlich zu, dass die von ihm erpresste Eidesstattliche Versicherung nicht der Wahrheit entsprochen habe und übernimmt die volle Verantwortung für den Tod seines Sohnes Earle. Dan, der in dem Fall ermittelt hat, befragt die Geschworenen und diese erklären Elizabeth für nicht schuldig. Portia und ihr Sohn Richard umarmen sich noch im Gerichtssaal.

## Hintergrund
Mit den Dreharbeiten zum Film wurde am 6. August 1937 begonnen, am 31. August 1937 endeten sie. Seine Premiere in den USA erlebte der Film am 8. November 1937. In Deutschland und Österreich kam er nicht in die Kinos. 
Ursprünglich sollte der Film unter dem Titel Faith Baldwin Portia on Trial gestartet werden. Die US-amerikanische Schriftstellerin Faith Baldwin schrieb die Vorlage zu dieser Geschichte. Man konnte sich jedoch nicht einigen, wie groß das Ausmaß des von Gordon Rigby und Cromwell Ormsby an die Vorlage angepassten Drehbuchbeitrags war. Wegen des Drehbuches gab es einige Querelen, es musste mehrfach umgeschrieben werden. Helen Gahagan, die ursprünglich für die Hauptrolle der Portia vorgesehen war, wurde durch Frieda Inescourt ersetzt und Walter Abel und Barbara Pfeffer wurden für die Produktion von RKO an Republic Pictures ausgeliehen. Die Fachzeitschrift The Hollywood Reporter meinte, man komme nicht umhin bei Walter Abels großer Hof-Szene als Staatsanwalt einen Vergleich mit dem MGM-Film Fury (deutscher Titel Blinde Wut) anzustellen. Von der kanadischen Provinz Québec wurde der Vertrieb des Films abgelehnt mit der Begründung, es werde eine „unzulässige Sympathie für eine Mörderin“ geschaffen.

## Auszeichnungen
Auf der Oscarverleihung 1938 war Alberto Colombo in der Kategorie „Beste Filmmusik“ für den Oscar nominiert, musste den Vortritt jedoch Charles Previn für seine Filmkomödie 100 Mann und ein Mädchen (One Hundred Men and a Girl) überlassen.  